# Liste der Kulturdenkmale in Neukirchen/Erzgeb.

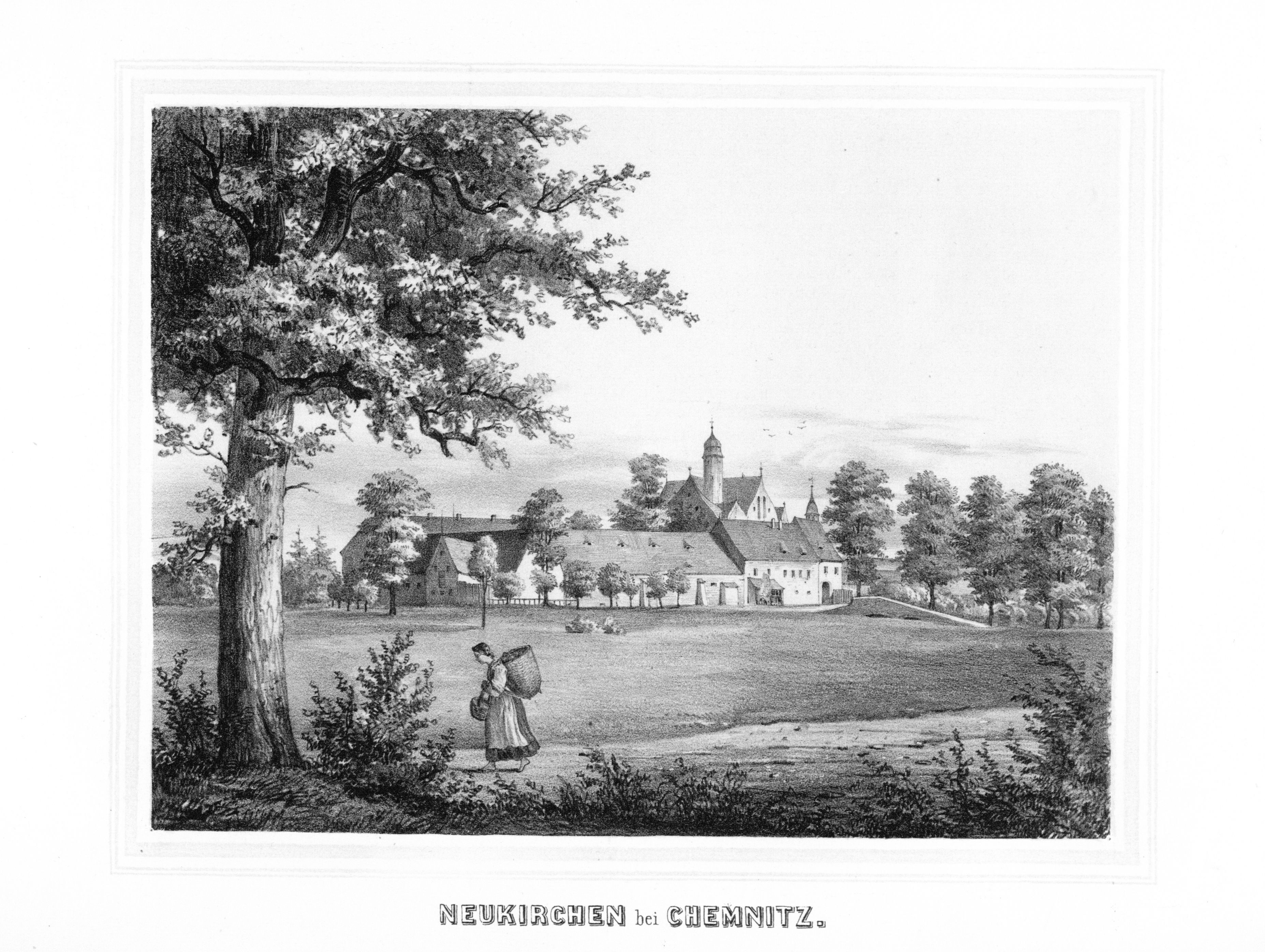
Alte Dorfansicht

Die Liste der Kulturdenkmale in Neukirchen/Erzgeb. enthält die Kulturdenkmale in Neukirchen/Erzgeb.
Diese Liste ist eine Teilliste der Liste der Kulturdenkmale in Sachsen.

## Legende
- Bild: Bild des Kulturdenkmals, ggf. zusätzlich mit einem Link zu weiteren Fotos des Kulturdenkmals im Medienarchiv Wikimedia Commons. Wenn man auf das Kamerasymbol klickt, können Fotos zu Kulturdenkmalen aus dieser Liste hochgeladen werden:
- Bezeichnung: Denkmalgeschützte Objekte und ggf. Bauwerksname des Kulturdenkmals
- Lage: Straßenname und Hausnummer oder Flurstücknummer des Kulturdenkmals. Die Grundsortierung der Liste erfolgt nach dieser Adresse. Der Link (Karte) führt zu verschiedenen Kartendiensten mit der Position des Kulturdenkmals. Fehlt dieser Link, wurden die Koordinaten noch nicht eingetragen. Sind diese bekannt, können sie über ein Tool mit einer Kartenansicht einfach nachgetragen werden. In dieser Kartenansicht sind Kulturdenkmale ohne Koordinaten mit einem roten bzw. orangen Marker dargestellt und können durch Verschieben auf die richtige Position in der Karte mit Koordinaten versehen werden. Kulturdenkmale ohne Bild sind an einem blauen bzw. roten Marker erkennbar.
- Datierung: Baubeginn, Fertigstellung, Datum der Erstnennung oder grobe zeitliche Einordnung entsprechend des Eintrags in der sächsischen Denkmaldatenbank
- Beschreibung: Kurzcharakteristik des Kulturdenkmals entsprechend des Eintrags in der sächsischen Denkmaldatenbank, ggf. ergänzt durch die dort nur selten veröffentlichten Erfassungstexte oder zusätzliche Informationen
- ID: Vom Landesamt für Denkmalpflege Sachsen vergebene, das Kulturdenkmal eindeutig identifizierende Objekt-Nummer. Der Link führt zum PDF-Denkmaldokument des Landesamtes für Denkmalpflege Sachsen. Bei ehemaligen Kulturdenkmalen können die Objektnummern unbekannt sein und deshalb fehlen bzw. die Links von aus der Datenbank entfernten Objektnummern ins Leere führen. Ein ggf. vorhandenes Icon  führt zu den Angaben des Kulturdenkmals bei Wikidata.

## Neukirchen
| Bild                                    | Bezeichnung | Lage                                        | Datierung                                             | Beschreibung | ID       |
| --------------------------------------- | --- | ------------------------------------------- | ----------------------------------------------------- | --- | -------- |
|                                         | Ehemalige Schule | Am Feldrain 3 (Karte)                       | 1. Hälfte 19. Jahrhundert                             | Obergeschoss Fachwerk, baugeschichtlich und ortsgeschichtlich von Bedeutung. Fachwerk-Obergeschoss, Erdgeschoss leicht verändert. | 09233410 |
| Direkt Bild zu diesem Denkmal hochladen | Wohnhaus | August-Bebel-Straße 1 (Karte)               | 2. Hälfte 19. Jahrhundert                             | Mit späterem Ladeneinbau, Obergeschoss Fachwerk, baugeschichtlich von Bedeutung. Fachwerk-Obergeschoss, Tür- und Türgewände original. | 09233413 |
| Weitere Bilder                          | Empfangsgebäude (mit Stellwerk) und Nebengebäude eines Bahnhofs                                                                                                | Bahnhofstraße 63 (Karte)                    | 1895                                                  | Klinkerbauten, Bahnhof für Neukirchen und (Chemnitz-)Klaffenbach, ortsgeschichtlich und verkehrsgeschichtlich von Bedeutung. Klinkerfassade, am Bahnhofsgebäude alte Uhr. | 09233408 |
|                                         | Wohnhaus | Forststraße 16 (Karte)                      | 1869                                                  | Obergeschoss Fachwerk, später Fachwerktypus, baugeschichtlich von Bedeutung. Fachwerk-Obergeschoss, Tür- und Fenstergewände erhalten, Haustür original. | 09233416 |
| Direkt Bild zu diesem Denkmal hochladen | Friedhof mit Feierhalle und vier Grabstätten (Knoth, Arnold, Claus, Lasch) sowie OdF-Gedenkstein (für Max Weigelt und Johanne Weigelt – Oktober 1945 ermordet) | Friedhofstraße (Karte)                      | um 1900                                               | Ortsgeschichtlich von Bedeutung und Gartendenkmal. - Grabstelle Lasch zirka 1908, noch vom Jugendstil beeinflusst: Concordia Lasch 1816–1885, Wilhelmine Müller 1840–1909, Marie Grobe(?) 1846–1910, Karl Lasch 1815–1908, - Grabstelle Claus auf Neukirchen (ehemaliger Schlossbesitzer), spätklassizistisch: Viktor Clauss 1843–1923 (?), Erich Clauss 1873–1944, Susanne Clauss 1876–1947, - Grabstelle Knoth, Erbbegräbnis, - Grabstelle Arnold. Feierhalle architektonisch vergleichsweise aufwändig, um 1900. | 09233411 |
| Direkt Bild zu diesem Denkmal hochladen | Kriegerdenkmal für die Gefallenen des Ersten Weltkrieges und umgebende Freianlage mit Baumbestand                                                              | Friedhofstraße - (Karte)                    | nach 1918                                             | Ortsgeschichtlich von Bedeutung. Aufschriften: „Ihren gefallenen Helden, die für die Heimat Leben opferten zur Ehre 1914 1918“, „Starben für uns – Getreu bis in den Tod“ | 09233412 |
| Weitere Bilder                          | Gasthof mit Saalanbau | Hauptstraße 28 (Karte)                      | vermutlich 19. Jahrhundert (Gasthof)                  | Putzbau mit teilweise bemerkenswerter Innenausstattung, ortsgeschichtlich von Bedeutung. Fassade Gasthof um 1930 überformt, teilweise Innenausstattung aus dieser Zeit, zum Beispiel Wandfliesen mit Ornament, Saalanbau mit Gusssäulen, Stuckdecke und an den Säulen Stuck, Saaltür und Fenster original. | 09233418 |
|                                         | Wohnhaus und daran angebautes Seitengebäude | Hauptstraße 32 (Karte)                      | um 1800                                               | Obergeschoss Fachwerk, Wohnsitz des ersten Neukirchener Arztes und 1865 Standort der ersten örtlichen Apotheke, baugeschichtlich und ortsgeschichtlich von Bedeutung. Fachwerk-Obergeschoss, teilweise verschiefert oder verkleidet. | 09233419 |
| Direkt Bild zu diesem Denkmal hochladen | Wohnstallhaus und Seitengebäude sowie Hofpflaster eines Bauernhofes (ursprünglich Dreiseithof)                                                                 | Hauptstraße 50 (Karte)                      | 2. Hälfte 18. Jahrhundert                             | Beide Gebäude Obergeschoss Fachwerk, baugeschichtlich von Bedeutung. - Wohnhaus: Ursprünglich Dreiseithof, im Giebel zwei große Fenster, Fachwerk-Obergeschoss, Erdgeschoss massiv, - Stall: Fachwerk-Obergeschoss. | 09233420 |
| Direkt Bild zu diesem Denkmal hochladen | Wohnhaus eines Bauernhofes | Hauptstraße 61 (Karte)                      | 2. Hälfte 18. Jahrhundert                             | Wohnhaus Obergeschoss Fachwerk, zum Teil verschiefert, baugeschichtlich von Bedeutung. Fachwerk-Obergeschoss verputzt oder verschiefert, sechs stehende Gauben. | 09233421 |
| Direkt Bild zu diesem Denkmal hochladen | Häuslerhaus | Hauptstraße 69 (Karte)                      | Kern wahrscheinlich 18. Jahrhundert                   | Oberstock Fachwerk, bauhistorische Relevanz. Erdgeschoss massiv, Obergeschoss Fachwerk, steiles Satteldach. | 09233423 |
| Weitere Bilder                          | Rathaus | Hauptstraße 77 (Karte)                      | 1904                                                  | Gemeindeamtsgebäude, stattlicher Putzbau mit Giebeln und Dachreiter, im Stil der deutschen Neorenaissance, baugeschichtlich und ortshistorisch von Bedeutung. | 09233424 |
|                                         | Fabrikantenvilla mit Einfriedung | Hauptstraße 95 (Karte)                      | 1925 (Fabrikantenvilla)                               | Putzfassade mit einigem Ornament, benannt nach der Fabrikantenfamilie C. Paul Haase, Besitzer einer Färberei, baugeschichtliche und ortsgeschichtliche Bedeutung. Zweigeschossiger massiver Putzbau, mehrere Erker, Walmdach, zum Teil expressionistisches Ornament. | 09301773 |
| Weitere Bilder                          | Schulgebäude | Hauptstraße 176 (Karte)                     | 1888                                                  | In historistischen Formen, baugeschichtlich und ortsgeschichtlich von Bedeutung. | 09306463 |
| Direkt Bild zu diesem Denkmal hochladen | Wohnhaus mit Stützmauer, Einfriedung und Pforte | Hauptstraße 204 (Karte)                     | um 1900                                               | Historisierender Putzbau, von baugeschichtlichem Wert. Zweigeschossig, Putzbau, Fenstergewände gefärbter Kunststein (Porphyrton), Erdgeschoss Segmentbogenfenster mit Schlussstein (mit Blume dekoriert), Obergeschoss waagerechte Fensterverdachung mit Rundbogenfries und Kugeln, originale zweiflügelige Haustür mit Glaseinsätzen (Jugendstil) sowie originale Fenster und Wohnungstüren sowie Treppengeländer und Farbglasfenster, Sockel Polygonalmauerwerk, Einfriedung mit Mauer (Polygonalmauerwerk mit Ziegelabdeckung) und Eisengitter sowie zweiflügliger Tür. | 09233071 |
| Direkt Bild zu diesem Denkmal hochladen | Scheune und zwei Seitengebäude eines Vierseithofes | Hauptstraße 216 (Karte)                     | Mitte 19. Jahrhundert, Kern 18. Jahrhundert           | Zeit- und landschaftstypische Fachwerkbauten, Scheune feldseitig mit Oberlaube, baugeschichtlich von Bedeutung. Nördlicher Stall Fachwerk-Obergeschoss mit Durchfahrt. | 09233428 |
| Direkt Bild zu diesem Denkmal hochladen | Wohnhaus | Hermannstraße 3 (Karte)                     | wohl 1. Hälfte 19. Jahrhundert                        | Obergeschoss Fachwerk, baugeschichtlich von Bedeutung. Fachwerk-Obergeschoss, Tür und Türgewände erhalten. | 09233430 |
| Direkt Bild zu diesem Denkmal hochladen | Wohnhaus | Käthe-Kollwitz-Straße 7 (Karte)             | 1920                                                  | Villenartiges Gebäude, markante Putzfassade, von baugeschichtlicher Bedeutung. | 09301798 |
| Direkt Bild zu diesem Denkmal hochladen | Villa und Garten | Käthe-Kollwitz-Straße 11 (Karte)            | 1913                                                  | Markantes Gebäude, Putzbau im Reformstil der Zeit nach 1910, baugeschichtlich von Bedeutung. Zweigeschossiger massiver Putzbau mit an den Ecken vorspringenden Baukörpern, Dach auf Walmdachbasis, dominantes Dachhaus mit Dreiecksgiebel. | 09233409 |
| Weitere Bilder                          | Kirche mit Ausstattung, frei stehender Glockenturm, Kirchhof mit Einfriedungsmauer                                                                             | Kirchsteig (Karte)                          | 1755–1760, im Kern älter (Kirche); 1925 (Glockenturm) | Große barocke Saalkirche mit Dachreiter, ortsgeschichtlich, ortsbildprägend und baugeschichtlich von Bedeutung. - Kirche: Rechteckbau, Walmdach und Dachreiter, Wehrcharakter, mehrere Anbauten - Ausstattung: Kanzelaltar, Christopherus-Statue, Taufstein - Glockenturm: freistehend, Holz | 09233433 |
| Weitere Bilder                          | Kriegerdenkmal (Obelisk) für die Gefallenen des Deutsch-Französischen Krieges 1870/71                                                                          | Kirchsteig (Karte)                          | Nach 1871                                             | Ortsgeschichtlich von Bedeutung | 09307441 |
| Direkt Bild zu diesem Denkmal hochladen | Pfarrhaus und ehemaliges Seitengebäude (heute Diakonat) eines Pfarrhofes                                                                                       | Kirchsteig 3 (Karte)                        | bezeichnet 1818                                       | Ortsbildprägende Fachwerkbauten, ortshistorisch und baugeschichtlich von Bedeutung. Diakonat mit geblatteten Kopfbändern, Erdgeschoss massiv unterfahren 1818, Kreuzgratgewölbe im Erdgeschoss. | 09233435 |
|                                         | Denkmal für Opfer des Faschismus | Markersdorfer Straße 50 (gegenüber) (Karte) | um 1970 (OdF-Denkmal)                                 | Gedenkstein für Antifaschisten, die von der Gestapo am 27. März 1945 ermordet wurden, geschichtlich von Bedeutung. Denkmal für Widerstandskämpfer, quadratische blockhafte Stele, deren Betonkern allseitig in der Art eines hammerrechten Schichtenmauerwerks mit Harthauer Schiefersteinen verkleidet ist. An der Schauseite ist in der oberen Hälfte eine hochrechteckige Schrifttafel aus Kirchheimer Muschelkalk eingelassen. Darauf sind die Namen der am 27. März 1945 an dieser Stelle durch die Gestapo erschossenen sieben antifaschistische Widerstandskämpfer zu lesen. Albert Hähnel, Alfons Pech, Willy Reinl, Max Brand, Walter Klippel, Kurt Krusche, Albert Junghans, ermordet 27. März 1945, waren nach einem Bombenangriff aus Haftanstalt Hohe Straße geflohen. Den Entwurf zu diesem Ehrenmal lieferte der Chemnitzer Bildhauer Hans Diettrich (1905 – 1983). Historisches Zeugnis der DDR-Gedenkkultur. | 09233436 |
| Direkt Bild zu diesem Denkmal hochladen | Wohnhaus | Max-Weigelt-Straße 4 (Karte)                | wohl 18. Jahrhundert                                  | Obergeschoss Fachwerk verkleidet, baugeschichtlich von Bedeutung. Obergeschoss Fachwerk verkleidet, Erdgeschoss mit Schiebefenster und einfachen Fensterladen, Gewände erhalten | 09233437 |
| Direkt Bild zu diesem Denkmal hochladen | Mühlengebäude mit Resten des Wasserbaues, technischer Ausstattung sowie Seitengebäude mit Turbine                                                              | Mühlenstraße 18 (Karte)                     | bezeichnet 1776                                       | Stattlicher Putzbau (bis 1965 Obergeschoss Fachwerk), mit Korbbogenportal und Krüppelwalmdach, Fachwerk-Seitengebäude, ortsgeschichtlich und baugeschichtlich und technikgeschichtlich von Bedeutung. Türgewände mit Schlussstein, angebaute Radkammer, Fachwerk nicht erhalten. Turbine im Seitengebäude 1917 | 09233438 |
| Direkt Bild zu diesem Denkmal hochladen | Wohnstallhaus und zwei Seitengebäude eines Bauernhofes | Nordstraße 23 (Karte)                       | 1. Hälfte 19. Jahrhundert                             | Alle Gebäude Fachwerk, baugeschichtliche Bedeutung. | 09306464 |
| Direkt Bild zu diesem Denkmal hochladen | Wohnstallhaus, Seitengebäude und Scheune eines Dreiseithofes                                                                                                   | Nordstraße 51 (Karte)                       | wohl vor 1800 (Wohnstallhaus)                         | Wohnstallhaus Obergeschoss Fachwerk verputzt, Wirtschaftsbauten in Fachwerkbauweise, baugeschichtlich und ortsgeschichtlich von Bedeutung. Im traufständigen Wohnhaus soll sich die erste Schule des Ortes befunden haben, 1823 wahrscheinlich Geburtshaus des Komponisten Theodor Kirchner. | 09301779 |
| Direkt Bild zu diesem Denkmal hochladen | Häuslerhaus | Stollberger Straße 20 (Karte)               | 1. Hälfte 19. Jahrhundert                             | Fachwerkgebäude (auch im Erdgeschoss), baugeschichtlich von Bedeutung. Fachwerk-Obergeschoss, Türgewände erhalten. | 09233442 |

## Adorf
| Bild                                    | Bezeichnung                                                                                        | Lage                              | Datierung                       | Beschreibung | ID       |
| --------------------------------------- | -------------------------------------------------------------------------------------------------- | --------------------------------- | ------------------------------- | --- | -------- |
| Direkt Bild zu diesem Denkmal hochladen | Fabrikantenvilla, mit Einfriedung                                                                  | Adorfer Hauptstraße 34 (Karte)    | 1920er Jahre (Fabrikantenvilla) | Gebäude mit typischen Formelementen der 1920er Jahre, baugeschichtliche und ortsgeschichtliche Bedeutung. Spitzbögen, Erker, Walmdach. | 09301774 |
| Direkt Bild zu diesem Denkmal hochladen | Wohnhaus                                                                                           | Adorfer Hauptstraße 40 (Karte)    | um 1905                         | Historisierende Klinkerfassade, baugeschichtlich von Bedeutung. Verzierte Betonfenstergewände. | 09232519 |
| Direkt Bild zu diesem Denkmal hochladen | Wohnstallhaus und zwei Seitengebäude eines Bauernhofes                                             | Adorfer Hauptstraße 68 (Karte)    | um 1800 (Wohnstallhaus)         | Vielleicht ehemaliges Erbgericht, alle Gebäude Obergeschoss Fachwerk, ortsbildprägend, baugeschichtlich von Bedeutung. | 09301777 |
| Weitere Bilder                          | Kirche mit Ausstattung und Kirchhof mit Eingangsportal, dort Grabgedenkstätte für elf KZ-Häftlinge | Adorfer Hauptstraße 100 (Karte)   | 1909                            | Stattliche Saalkirche mit Südostturm, Reformstil-Architektur, baugeschichtlich, ortsgeschichtlich und ortsbildprägend von Bedeutung. | 09232517 |
|                                         | Kriegerdenkmal für die Gefallenen des Ersten Weltkrieges                                           | Adorfer Hauptstraße 100 (Karte)   | Nach 1918                       | Ortsgeschichtlich von Bedeutung | 09307440 |
| Direkt Bild zu diesem Denkmal hochladen | Fabrikantenvilla                                                                                   | Burkhardtsdorfer Straße 3 (Karte) | 1920er Jahre (Fabrikantenvilla) | In zeitgenössischer Formensprache, Putzbau mit säulengeschmücktem Altan, baugeschichtliche und ortsgeschichtliche Bedeutung. Zweigeschossiger massiver Putzbau, Walmdach, zentraler Altan mit dorisierenden Halbsäulen. | 09301776 |
| Direkt Bild zu diesem Denkmal hochladen | Wohnstallhaus und zwei Seitengebäude eines bildprägenden Dreiseithofes                             | Meinersdorfer Straße 7 (Karte)    | um 1800 (Wohnstallhaus)         | Wohnstallhaus Obergeschoss Fachwerk, bau- und ortsentwicklungsgeschichtliche Bedeutung. - Wohnstallhaus: Erdgeschoss massiv, mit vor zirks 30 Jahren hereingebrochenen Panoramafenstern, Stallteil mit preußischem Kappengewölbe, altes Feldsteinmauerwerk nur noch zu zirka 50 Prozent vorhanden, Oberstock mit völlig erhaltener Fachwerkkonstruktion, Dachstuhl einfach stehend mit alten Holzverbindungen, - Scheune: Verbrettert, wohl 19. Jahrhundert, etwa 80 Prozent Originalsubstanz, Feldseite massiv, um 1900. | 09301775 |
| Direkt Bild zu diesem Denkmal hochladen | Fabrikgebäude (Strumpfwarenfabrik Emil Kreißig, später Fritz Lohse KG)                             | Theodor-Körner-Straße 1 (Karte)   | 1903                            | Fabrikationsgebäude der Strumpfwarenfabrik Emil Kreißig, später Fritz Lohse KG, dreigeschossiger sachlich-moderner Klinkerbau, kräftige vertikale Gliederung durch Lisenen und Fenster, bau-, wirtschafts-, technik- und ortsgeschichtlich von Bedeutung | 09306955 |